# Antonio Farelli
Antonio Farelli va ser el principal director musical del Teatro San Carlo de Nàpols des del 1839 fins al 1860, on estrenà un gran nombre d'òperes.